# Сіверщина (УНР)
Сіверщина — земля Української Народної Республіки. Адміністративно-територіальна одиниця найвищого рівня. Земський центр — місто Стародуб Заснована 6 березня 1918 року згідно з Законом «Про адміністративно-територіальний поділ України», що був ухвалений Українською Центральною Радою. Скасована 29 квітня 1918 року гетьманом України Павлом Скоропадським, що повернув старий губернський поділ часів Російської імперії.

## Опис
До землі входили Мглинський, Суразький, Новозибківський, Стародубський і Новгород-Сіверський повіти колишньої Чернігівської губернії Російської імперії.
Територія землі загалом відтворювала кордони Стародубського полку Гетьманщини, ліквідованого 1782 року.